# 天津市肿瘤医院
天津市肿瘤医院，又名天津医科大学附属肿瘤医院，简称天肿，位于天津市河西区体院北环湖西路，其历史可以追溯至天津英租界开辟后1861年建立的英国驻津屯军的随军门诊部。1868年12月1日，该门诊部主管权转交给英国基督教伦敦会并定名为英国伦敦会施诊所。1879年2月，英国基督教伦敦会派遣传教士马根济主持诊所，因治愈李鸿章夫人莫氏，得捐助建立英国伦敦会施医院。1924年，为纪念马根济而更名为马大夫纪念医院。
中华人民共和国成立后，天津市政府接管了马大夫纪念医院并将其更名为天津市立人民医院，为综合性医院。1952年，医院成立中华人民共和国的第一个肿瘤科，是中国肿瘤学科的发源地。1956年，长沙道骨科医院并入，医院改为骨科、瘤科专科医院。1971年2月，骨科撤销外迁后，医院成为肿瘤专科医院。1977年，成立天津市肿瘤研究所。1988年1月12日，正式更名为天津市肿瘤医院。1993年11月25日，医院获评为三级甲等医院。1997年，增名天津医科大学肿瘤医院。
目前，天津市肿瘤医院是中国天津市的一家肿瘤学专科三级甲等医院和国家恶性肿瘤临床医学研究中心，隶属于天津医科大学，主管部门为天津市卫生健康委员会，主办学术期刊《中国肿瘤临床》。同时，天津市肿瘤医院还设立了天津市肿瘤医院空港医院和天津市肿瘤医院滨海医院，在秦皇岛市北戴河区建设天津市肿瘤医院秦皇岛医院。

## 历史

### 英国伦敦会施医院时期
天津市肿瘤医院的历史可以追溯至1861年的英国驻津屯军随军门诊部。1868年12月1日，该门诊部主管权转交给英国基督教伦敦会并定名为“基督教伦敦会医院”，成为当时中国最早的西方医学医院，医院的经费主要依靠天津的官僚、绅商、买办捐助以及向病人劝募来维持。

### 马大夫纪念医院时期

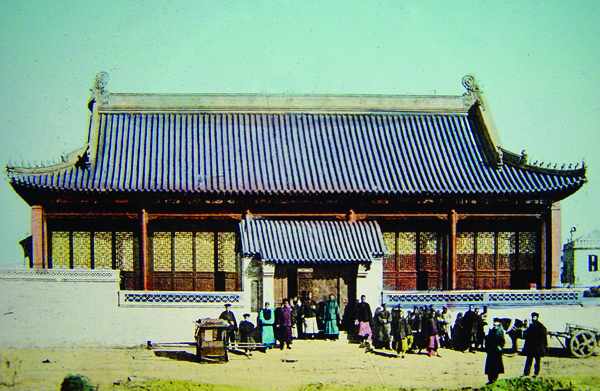
1880年落成的英国伦敦会施医院

1924年1月18日，新医院大楼简称时，为纪念马根济，改名为“马大夫纪念医院”。“马大夫纪念医院”。
1940年，马大夫纪念医院被日军占领并改为“同仁会天津诊疗班”。1945年，天津市政府将其改名为“天津临时第一医院”。1945年12月1日，天津市政府将其归还英国基督教伦敦会并恢复旧名。

### 天津市立人民医院时期
中华人民共和国成立后，1951年10月22日，天津市人民政府接管马大夫纪念医院，并将其更名为“天津市立人民医院”。1951年，天津市立人民医院骨科成立，次年方先之兼任骨科主任。1952年，天津市立人民医院瘤科成立，是中国第一个肿瘤科，肿瘤医学专家金显宅教授任该科主任，并将100毫克镭献给医院。医院肿瘤学科发展迅速，其他科室相继撤销转隶，医院逐渐发展成为肿瘤专科医院。
1952年，天津市立人民医院儿科撤销，并入天津市立儿童医院，妇科撤销，并入天津市立妇产科医院。1954年，受卫生部委托，天津市立人民医院瘤科主任金显宅开始举办全国肿瘤医师进修班，并完成《肿瘤学讲义》的编写。

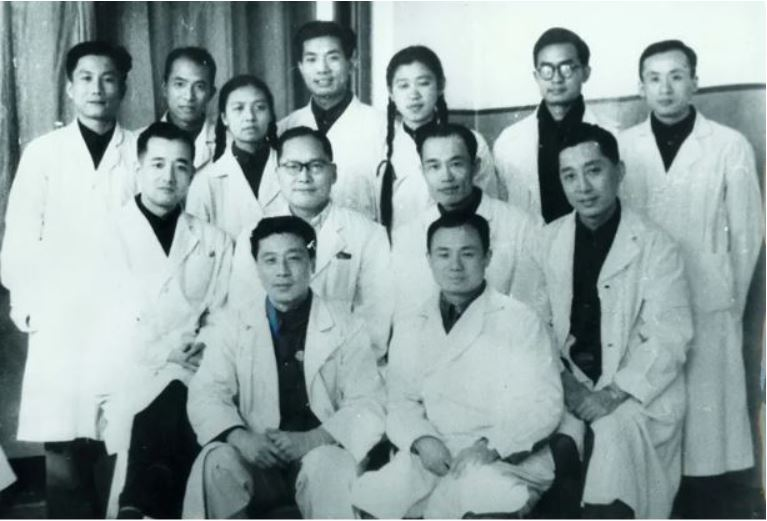
第一届全国肿瘤临床医师进修班

1955年6月，普通外科撤销，并入天津市立第三医院。1955年，天津市立人民医院内科、泌尿科、耳鼻喉科撤消，并入天津市第一中心医院。
1956年，长沙道骨科医院并入天津市立人民医院，医院改为骨科、瘤科专科医院。1971年2月，天津市立人民医院骨科等科室撤销，并入天津市反帝医院（今天津市天津医院)，天津市立人民医院成为肿瘤专科医院，临床科室分为化疗组、胸组、腹组、盆组、乳腺组、头颈组、中医组。
1972年，天津市立人民医院成立肿瘤防治研究室。1977年5月10日，天津市立人民医院在肿瘤防治研究室的基础上成立天津市肿瘤研究所。

### 天津市肿瘤医院时期
1986年5月22日，经天津市卫生局批准，在体院北地区新建医院并更名为天津市肿瘤医院。1987年9月16日至11月18日，医院历时2个月，自和平区大沽路87号原址迁至现址河西区体院北环湖西路。11月20日，天津市人民医院与天津市口腔医院签署接交协议书，原址交由天津市口腔医院使用。
1988年1月12日，经市卫生局批准，天津市立人民医院正式更名为“天津市肿瘤医院”，原名称及印章废止。
1993年，兴建海南天津肿瘤医院，1997年2月3日，决定停办海南天津肿瘤医院。
1997年3月28日，天津市卫生局根据天津市人民政府办公厅《关于解决天津医科大学组建后若干具体问题的会议纪要》的精神，决定天津市肿瘤医院增挂“天津医科大学附属肿瘤医院”的牌子。8月18日，中共天津市委教育卫生工作委员会决定：天津市肿瘤医院实行由天津医科大学和天津市卫生局共同领导管理、共同建设的体制。肿瘤医院改革和发展的重大问题，由医科大学和卫生局共同研究决定，肿瘤医院的教学、科研和党务、人事工作由医科大学负责，肿瘤医院的医疗管理、医院建设、财务管理等由市卫生局负责。医科大学要按照重点学科建设的安排，给肿瘤医院以经济投入。
1999年11月11日，天津医科大学肿瘤临床学院建立，与天津市肿瘤医院施行学院、医院合一的管理体制。
2013年，天津市肿瘤医院获批建立国家恶性肿瘤临床医学研究中心。
2017年，天津市肿瘤医院在天津市空港经济开发区东五道99号建立了天津市肿瘤医院空港医院。2022年1月，天津市肿瘤医院在滨海新区欣嘉园黄港生态区建立了天津市肿瘤医院滨海医院。2024年6月，天津市肿瘤医院选址秦皇岛市北戴河区建设天津市肿瘤医院秦皇岛医院。

## 科室设置
天津市肿瘤医院共设有36个临床科室：肺部肿瘤科、食管肿瘤科、食管肿瘤微创外科、肝胆肿瘤科、胰腺肿瘤科、胃部肿瘤科、结直肠肿瘤科、泌尿肿瘤科、妇科肿瘤科、乳腺肿瘤一科、乳腺肿瘤二科、乳腺肿瘤三科、乳房再造科、颌面耳鼻喉肿瘤科、甲状腺颈部肿瘤科、骨与软组织肿瘤科、儿童肿瘤科、脑系肿瘤科、介入治疗肿瘤科、麻醉科、淋巴瘤内科、乳腺肿瘤内科、肺部肿瘤内科、消化肿瘤内科、肝胆肿瘤内科、生物治疗肿瘤科、血液科、中西医结合科、放疗科、高级病房A、特需病房、重症监护科、疼痛治疗科、门急诊科、Ⅰ期临床试验病房、营养科。
设立有15个医技科室：病理室、药学部、检验科、放射科、超声诊断治疗科、乳腺病理研究室、健康管理中心、分子影像及核医学诊疗科、病案室、乳腺影像诊断科、门诊手术室、内镜诊疗科、心肺功能检查室、输血科、肿瘤精准检测与转化中心。
设立有1个医学研究中心：国家恶性肿瘤临床医学研究中心。

## 历任负责人

### 马大夫纪念医院时期

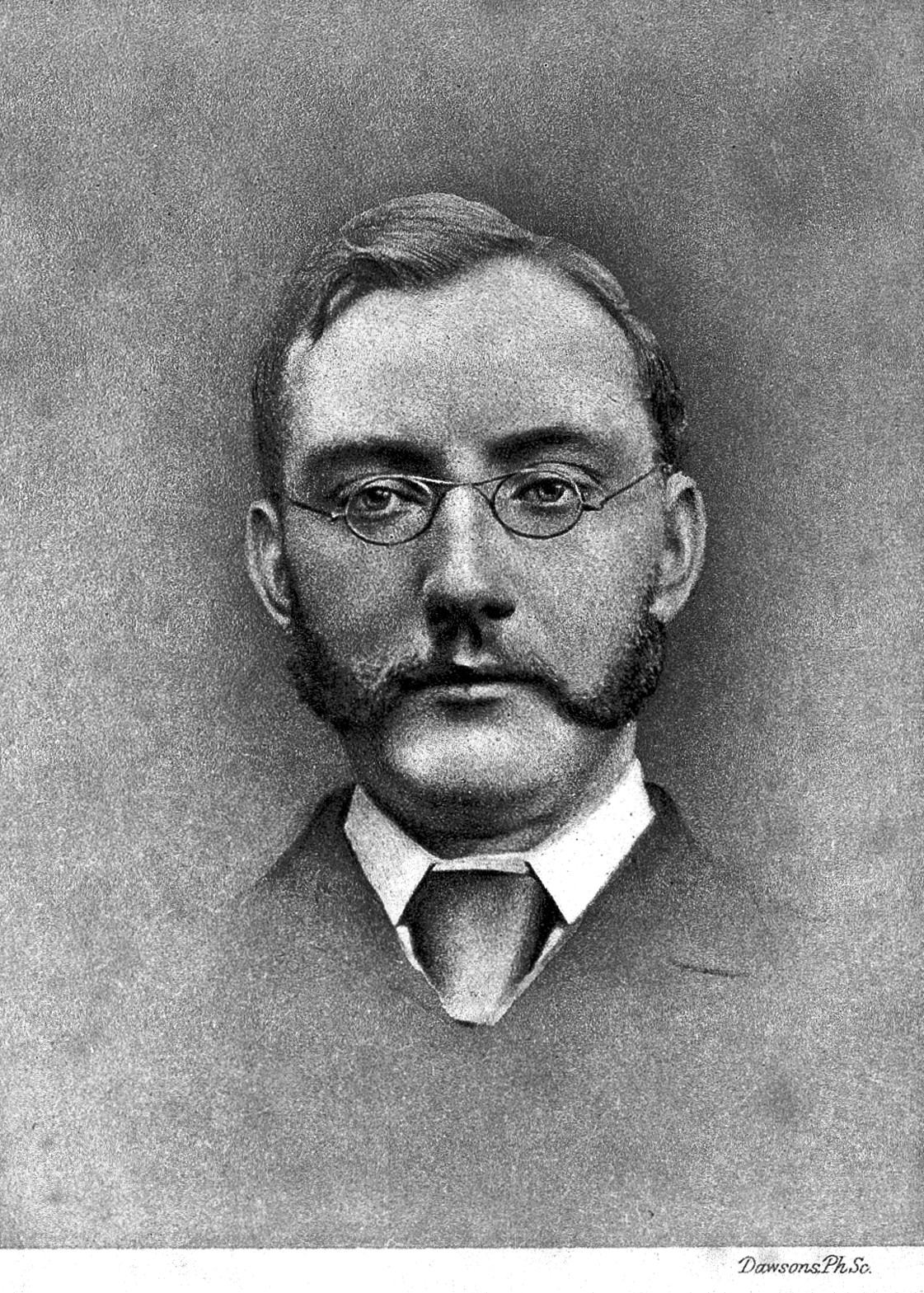
医院首任负责人马根济肖像

1879年至1945年期间，医院一直由英国籍人士担任院长。1879至1888年，马根济（英語：John Kenneth Mackenzie）任基督教伦敦会医院院长。1888至1894年，路博施（英語：Fred Charles Roberts）任院长。1894至1907年，史密斯任院长。1907至1912年，科克物得任院长。1912至1914年，皮克任院长。1914至1916年，法郎士任院长。
1922年，医院更名马大夫纪念医院后，1922至1934年，齐德义（英語：E.T.Stuckey）任院长。1934至1936年，莱特任院长。

### 天津市立人民医院时期
1951年至1953年，雷爱德任院长。1953至1960年，武惠任院长。1960至1968年，马突围任院长。1976至1980年，周延昌任院长。1980至1983年，金显宅任院长。1983至1985年，金家瑞任院长。1986年起，韩舜代理院长。

### 天津市肿瘤医院时期
1988年，郝希山担任天津市肿瘤医院院长。2020年起，郝继辉担任院长。

## 交通
- 公交：

| 肿瘤医院地铁站 | 肿瘤医院地铁站     | 肿瘤医院地铁站 | 肿瘤医院地铁站 | 肿瘤医院地铁站                   |
| 编号           | 路线               | 路线           | 路线           | 备注                             |
| -------------- | ------------------ | -------------- | -------------- | -------------------------------- |
| 608            | 保利玫瑰湾公交站   | 全程 ⇆         | 雅士道公交站   |                                  |
| 608            | 保利玫瑰湾公交站   | 短线 ⇆         | 大直沽三号路   |                                  |
| 608区          | 月牙河地铁站       | →              | 雅士道公交站   |                                  |
| 608区          | 保利玫瑰湾公交站   | ←              | 育梁道         |                                  |
| 668            | 水上公园东门       | ⇆              | 丽苑小区公交站 |                                  |
| 685            | 王顶堤公交站       | ⇆              | 太阳城公交站   |                                  |
| 835            | 王顶堤商贸城公交站 | ⇆              | 海颂园公交站   | 原为王顶堤商贸城～开发区科技大学 |
| 963            | 万东路             | ⇆              | 师范大学公交站 |                                  |

- 地铁：天津地铁5号线、6号线、7号线肿瘤医院站